# إيو بلين (مقاطعة بورتاغ)
إيو بلين، مقاطعة بورتاغ (بالإنجليزية: Eau Pleine, Portage County, Wisconsin)‏ هي بلدة تقع بولاية ويسكونسن في الولايات المتحدة. تبلغ مساحتها 149.5 (كم²)، وترتفع عن سطح البحر 355 م، بلغ عدد سكانها 931 نسمة في عام 2000 حسب إحصاء مكتب تعداد الولايات المتحدة وتصل الكثافة السكانية فيها 6.5 نسمة/كم2.

## أعلام
- دون ك. هال

## وصلات خارجية
- The US50 - Cities and Towns in Wisconsin State
- Wisconsin Cities and Towns, Facts, Map, Flag, Colleges, Government, and More